# Fosco Focardi
Fosco Focardi, né le 2 mai 1910 à Incisa in Val d'Arno près de Florence (Italie) et mort 4 avril 1991 à Maisons-Laffitte, est un résistant communiste français.

## Biographie
Né en Italie, naturalisé français, Fosco Focardi est ouvrier en région parisienne lorsqu'il adhère au Parti communiste français, en 1935, après avoir été membre des Jeunesses communistes.
En 1936, il quitte la France pour participer à la Guerre d'Espagne au sein des Brigades internationales, où il a rang de commissaire politique. Il est de retour en France en 1938, peu de temps avant d'être mobilisé pour participer à la Seconde Guerre mondiale. Il s'illustre pendant les combats du printemps 1940, avant d'être démobilisé.
Il participe alors aux activités du Parti communiste clandestin, mettant son expérience espagnole au service de la formation des premiers groupes militaires résistants communistes. Il est ensuite affecté sous la direction de Marius Bourbon au premier noyau du futur détachement Valmy.
Il participe ainsi à l'exécution de Marcel Gitton, ainsi que de celle, plus traumatisante pour lui, de Georges Déziré, ainsi qu'à d'autres actions de ce groupe.
Arrêté en octobre 1942, il est déporté au camp de Mauthausen en mars 1943, et libéré par les troupes américaines en mai 1945.
Après la guerre, il continue de militer au Parti communiste, échappe à l'exclusion qui touche plusieurs autres membres du détachement Valmy en 1947, mais n'exerce aucune activité de premier plan ni dans l'appareil, ni comme élu. Son unique mandat sera d'être conseiller municipal de Saint-Gondon en 1972.